# 歐錦棠
歐錦棠（英語：Stephen Au Kam Tong，1963年4月26日—），香港男演員及節目主持，1990年出道於亞洲電視。他演藝創作興趣多方面，包括攝影、寫作、武術研究等。妻子為前亞洲電視藝員萬斯敏，兩人1997年結婚，沒有子女。另外他任職國際空手道「正道塾」的武術顧問。

## 生平
歐錦棠就讀高主教書院小學部及高主教書院，那時他已經喜愛新聞及寫作，曾在武術雜誌《新武俠雜誌》（New Martial Hero Magazine）當採訪及攝影記者，投稿多份報章，當自由撰稿人。他喜愛攝影，1981年參加政府舉辦的「清潔香港海報攝影比賽」，獲公開組冠軍。1982年中學畢業後並前往加拿大溫莎大學修讀傳理系學士課程，1986年畢業後並返港加入南華早報任職英文報刊記者。
1990年離開南華早報後，報讀第1屆亞洲電視訓練學院，戲劇導師有張錚及何偉龍。同年畢業後並加入亞洲電視，於亞視工作多年，因擔任資訊娛樂節目《今日睇真D》主持而廣為觀眾認識。2000年離開亞視，其後到中國大陸及新加坡拍劇，也曾主持有線電視怪談節目。1996年，他亦曾於新城電台（Metro Broadcast）主持《香蕉俱樂部》（Banana Club）節目及深夜節目《驚叫一點鐘》九個月，2001年加入無綫電視。
歐錦棠是國際中國功夫電影明星李小龍的愛好者之一，在2000年5月開設香港首家李小龍展覽館「小龍舘」（Dragon Pavilion），免費開放供市民及遊客參觀，持續了1年，2003年7月執導紀錄片《李小龍之道》（Bruce Lee On The Road），於路訊通播出。2010年，他與妻子萬斯敏創立舞台劇劇團劇道場，致力培訓戲劇人才及創作劇目；2012年後仍與無綫有合約，但一直未參與劇集拍攝，有指他2013年後放假990日，約2016年才正式完約，回復自由身。留在無綫的15年間曾拍攝了一些處境劇代表作，包括《同事三分親》（武紀勇）、《畢打自己人》（閆汝大）及《誰家灶頭無煙火》（鍾國棟）。
2017年9月，歐錦棠演出音樂劇《馬丁路德》時發生意外，跳現代舞時左手突然甩骱。他被送往急症室時被醫生要求留院一晚駁骨，但經包紮後自行簽紙出院，繼續演出尾場；及後到骨科醫生求診，只需打石膏而不用動手術。
2019年，他曾反對拆卸李小龍故居羅曼酒店，同年他打動淡出幕前多年的文頌嫻，以及邀請日本動作演員倉田保昭和K1皇者魔裟斗來港，拍攝其編劇和監製的ViuTV劇集《打天下》，更在戲中互相較量空手道。
2019年12月，歐錦棠憑港台電視31劇集《火速救兵IV─ 火伴》裡王智軍（爆人王）一角，奪得《第二屆香港電視大獎》最佳男主角獎（迷你劇、特別劇、單元劇、網絡劇）。
2021年，他嘗試做YouTuber，開設自己的YouTube頻道「乜乜棠水舖 The Stephen Au Show」，同年獲得YouTube人氣創作大獎和十萬訂閲銀獎牌。頻道內容主要包括香港歷史和趣聞，亦有分享在香港娛樂圈的經驗。
2022至2023年，參與拍攝ViuTV劇集《打天下2》（劇集在2024年4月播出），除了參與演出外，亦擔任編劇和監製。

## 舞台及藝術作品
1. 2019年 1月 決戰巖流島 (Musashi Vs Kojiro) 飾 佐佐木小次郎
2. 2018年 10月 我愛喵星人(重演) (Meow the Musical Re-run) 飾 Summer
3. 2018年 6月 阿席 (Good Old Days) 飾 林正港
4. 2018年 1月 藝海唐生 (The Poetry Journey of Tong) 飾 唐滌生
5. 2017年 10月 男女PK大作戰(第三度公演) (Love Battles 3rd-run) 飾 阿修
6. 2017年 9月 馬丁路德
7. 2017年 6月 擊動情心 (gLOVE) 飾 蘇敏政
8. 2017年 1月 科學怪人 (Frankenstein) 飾 受造物 (Creature)
9. 2016年 9月 貞德 (Jeanne d'Arc) 飾 查理七世
10. 2016年 5月 春雨歸來 (Don't Forget to Remember) 飾 潘道英
11. 2016年 1月 我愛喵星人 (Meow the Musical) 飾 靜夫(成年)
12. 2015年10月 再見別離時(第四度公演) (A Time for Farewells 4th Run) 飾 Alex
13. 2015年 8月 男女PK大作戰(重演) (Love Battles Re-run) 飾 阿修
14. 2015年 6月 男女PK大作戰 (Love Battles) 飾 阿修
15. 2014年 6月 聖女。貞德 (Jeanne S'Are) 飾 焦爾德
16. 2014年 1月 棋廿三 (Checkmate) 飾 松板石根
17. 2013年 8月 宮本武藏 (Miyamoto Musashi) 飾 宮本武藏
18. 2013年 6月 奪命追魂Call (Dead Man's Cell Phone)
19. 2012年 4月 想變成人的貓 (The Cat & The Solitary Man) 飾 麥基
20. 2011年 12月 20000赫茲的說話 (Beyond the Words)
21. 2011年 11月 中佬40戇居居之中國隊長 (Captain China)
22. 2008年至2011年 死佬日記(Caveman)
23. 2011年 女上男下(Move over Mrs. Markham)
24. 2011年 1月 再見別離時 (A Time for Farewells) 飾 Alex
25. 2010年 一樹梨花壓海棠 (Lolita is Mine)
26. 2010年 情場如戰場 (The Battle of Love)
27. 2010年至2011年 好姐賣粉果 (I Love Steam Dumpling)
28. 2010年 灰闌 (The Chalk Circle in China)
29. 2009年 讓我愛一次 (Let Me Love Once)
30. 2009年 鬥角勾心(American Buffalo)
31. 2009年 霧夜謀殺案(The Unexpected Guest)
32. 2008年 布萊希特的情人(La Maîtresse de Brecht)
33. 2008年 奇異訪客(The Visitor)
34. 2007年 麥迪遜之橋(The Bridges of Madison County)
35. 2006年 哲拳太極(Taiji)
36. 2006年 1月 誘心人（Closer）
37. 2005年 劍雪浮生A Sentimental Journey）- 唐滌生
38. 2005年 7月至10月，個人攝影展《畢加索的旋轉蒙馬特》（Revolving Montmartre of Picasso）
39. 2005年 畢加索遇上愛恩斯坦(Picasso at the Lapin Agile )
40. 2005年 承受清風(Inherit the Wind)
41. 2003年 (界刂)食男女(Dinner With Friends)
42. 2003年7月 音樂劇《細鳳》（Sai Fung）
43. 2003年/2006年 十二怒漢(Twelve Angry Men)
44. 2002年 看不到的故事(Molly Sweeney)
45. 2001年5月 創辦武術雜誌《新格鬥》（Xin-Combat Magazine）
46. 2001年12月 大刀王五(The Swordman Wang Ng)
47. 2001年 義海雄風(A Few Good Men)
48. 2000年 夢斷維港(West Side Story)
49. 1999年 今晚我o地棟篤笑(Tonite We Play Stand-up Comedy)
50. 1999年 向李小龍致敬的自主錄像影片《1959某日某》（What Are You Gonna Do, Sai Fung?）
51. 1998年 自主錄像《理想》及《無常》（是為1999年香港藝術中心示範作）
52. 1998年 編導荃青劇社的《情咬新郎哥》（Runaway Bridal）
53. 1996年 參與資深舞台劇家麥秋的《虎度門》（Hu Du Men）

## 演出作品

### 電視劇集（亞洲電視）
- 1990年：曲終人未散
- 1990年：夏天的童話（又名：Q表姐）
- 1990年：鴻運迫人來
- 1990年：鬼做你老婆
- 1991年：觸電情緣
- 1991年：勝者為王 飾 余德偉
- 1991年：豪門
- 1991年：香港奇案
- 1991年：爭雄歲月
- 1991年：劍神不敗 飾 萬重山
- 1992年：八婆會館
- 1992年：點解阿Sir係隻鬼 飾 衛家國
- 1992年：摩登七十二家房客
- 1992年：烈火雄風
- 1992年：仙鶴神針 飾 嚴世藩
- 1992年：龍在江湖 飾 王十二
- 1992年：新香港奇案之電梯情殺案
- 1993年：中國教父
- 1993年：勝者為王III王者之戰 飾 小江
- 1995年：精武門 飾 暹羅人
- 1996年：誰是兇手
- 1997年：我來自潮州 飾 李乃強 (第二男主角)
- 1998年：流氓·律師 飾 黎志鵬
- 1998年：我來自廣州 飾 陳炳 (第二男主角)
- 1999年：縱橫四海 飾 崔小龍
- 1999年：英雄之廣東十虎 飾 黃澄可 (第一男主角)
- 2000年：影城大亨 飾 雷龍

### 電視劇集（無綫電視）
- 2002年：法網伊人 飾 葉向輝 （第三男主角）
- 2002年：騎呢大狀 飾 武龍
- 2002年：烈火雄心II 飾 蔡南豐（大師兄）（紀瑤之舅父）
- 2003年：洗冤錄II 飾 鄒子龍
- 2003年：十萬噸情緣 飾 劉華
- 2003年：牛郎織女 飾 比干
- 2004年：翡翠戀曲 飾 梁柏傑
- 2004年：無名天使3D 飾 李天華
- 2004年：心理心裏有個謎 飾 龍錦威（於2006年播映）
- 2005年：佛山贊師父 飾 隆科貝克（客串）
- 2006年：人生馬戲團 飾 林俊（林三虎）/ 甘霖
- 2007-2008年：同事三分親 飾 武紀勇
- 2008年：搜神傳 飾 干將
- 2008-2010年：畢打自己人 飾 閆汝大（第二男主角）
- 2011年：誰家灶頭無煙火 飾 鍾國棟（第三男主角）
- 2012年：衝呀！瘦薪兵團 飾 高偉霆（第三男主角）
- 2012年：驚艷一槍 飾 元十三限

### 電視劇集（ViuTV）
- 2020年：打天下 飾 馬剛正（第一男主角，監製，編審，動作指導）
- 2022年：季前賽 飾 Raymond
- 2024年：瑪嘉烈與大衛系列 絲絲 飾 Raymond
- 2024年：打天下2 飾 馬剛正（第一男主角，監製，編劇，動作指導）

### 電視劇集（香港電台）
- 2000年：非常平等任務
- 2000年：法門2000（第一集：禍從口出）飾 趙忠強
- 2000年：識食新人類
- 2004年：鐵窗邊緣
- 2005年：樓上樓下
- 2005年：外判劇集:十封信
- 2010年：功夫傳奇
- 2015年：獅子山下2015（第一集：一場飯局） 飾 黃家寶
- 2018年：火速救兵IV 飾 王智軍 (單元第一男主角)

### 電視電影
- 2004年：懸案追兇 飾 周仁

### 電影
| 年份 | 片名                       | 角色                                                         |
| ---- | -------------------------- | ------------------------------------------------------------ |
| 1996 | 大內密探零零發             | 解剖「天外飛仙」那一場戲中一直念「重覆，重覆，又重覆」的司儀 |
| 1996 | 正牌香蕉俱樂部             | BTV「今天睇多啲」記者                                        |
| 1996 | 七月十三之龍婆             | 龍婆死去的兒子                                               |
| 1996 | 血腥Friday                 | 劉偉健                                                       |
| 1996 | 食神                       | 食神大賽司儀                                                 |
| 1997 | 香港大夜總會               | Michael                                                      |
| 1998 | 無常                       | 自導                                                         |
| 1998 | 理想                       | 自導自演                                                     |
| 1998 | 想見你                     | Simon（客串）                                                |
| 1999 | 原始武器                   | 李明生                                                       |
| 1999 | 1959某日某                 | 李小龍/細鳳                                                  |
| 1999 | 惊幻奇案之血腥凤凰         |                                                              |
| 2000 | 行規                       | 韋Sir                                                        |
| 2000 | 無法無天                   | 狄高                                                         |
| 2000 | 生死拳速                   | 打手                                                         |
| 2000 | 我在監獄的日子             | 阿峰                                                         |
| 2009 | 竊聽風雲                   | 阿華「是馬志華的貼身保鑣,戲份不多但卻是關鍵人物」            |
| 2010 | 火龍                       | 紀少群（角色任賢齊飾演，粵語版配音）                         |
| 2010 | 線人                       | 巴閉（角色由陸毅飾演，粵語版配音）                           |
| 2010 | 飛砂風中轉                 | 王經理                                                       |
| 2011 | 報應                       | 姚啟初（角色由任賢齊飾演，粵語版配音）                       |
| 2011 | 反斗車王2                  | 聲演 Guido,Sarge,Mack,Francesco Bernoulli                    |
| 2011 | 奪命金                     | 張正方（角色由任賢齊飾演，粵語版配音）                       |
| 2011 | 關雲長                     | 韓福（角色由聶遠飾演，粵語版配音）                           |
| 2013 | 飛虎出征                   | 談判專家                                                     |
| 2013 | 激戰                       | 坤叔（程輝的師父）                                           |
| 2014 | 魔警                       | 「鬼王黨」成員 堂倌                                          |
| 2014 | Z風暴                      | 廉政公署調查員 安達                                          |
| 2015 | 吉星高照2015               | 主持人                                                       |
| 2015 | 五個小孩的校長             | 呂慧紅兄                                                     |
| 2015 | 破風                       | 韓國社團大佬                                                 |
| 2016 | 樹大招風                   | 胡警官                                                       |
| 2016 | 三人行                     | 溫敬棠                                                       |
| 2017 | 救殭清道夫                 | 張天龍（男配角）                                             |
| 2017 | 毒。誡                     | 督察                                                         |
| 2017 | 明月幾時有                 | 游擊隊成員                                                   |
| 2017 | 空手道                     | 啞狗（第三男主角）                                           |
| 2018 | 非同凡響                   | 孔老師（男配角）                                             |
| 2019 | 大偵探福爾摩斯：逃獄大追捕 | 馬奇（動畫電影配音）                                         |
| 2019 | 沉默的證人                 | 唐世傑（角色由任賢齊飾演，粵語版配音）                       |
| 2020 | 死因無可疑                 | 蔣雷                                                         |
| 2021 | 喜歡妳是妳                 | 藍爸                                                         |
| 2022 | 边缘行者                   | 阿駱（角色由任賢齊飾演，粵語版配音）                         |
| 2022 | 烈探                       | 張荼（角色由任賢齊飾演，粵語版配音）                         |

### 節目主持
- 1990年至1991年：下午茶（亞洲電視）
- 1994年至1997年：今日睇真D（亞洲電視）
- 1997年 美味夫妻檔（亞洲電視）
- 2005年：香港直播（無綫電視）
- 2012年：功夫傳奇II 再戰江湖 沖繩空手道番外篇（香港電台）
- 2012年：體通體透（無綫電視）
- 2016年：正義同盟（有線電視）
- 2017年：無「恐」不入（奇妙電視）
- 2018年-2020年：晚吹 - 罪光燈（ViuTV）

## 外部連結
- 歐錦棠官方網頁 （页面存档备份，存于）
- 歐錦棠Stephen Au的Facebook專頁
- 歐錦棠的Instagram帳戶
- 歐錦棠網站StephenAu.com的X（前Twitter）
- YouTube上的乜乜棠水舖 The Stephen Au Show頻道
- 劇道場 Theatre Dojo官方網站 （页面存档备份，存于）
- 歐錦棠在互联网电影资料库（IMDb）上的資料（英文）（英文）
- 在AllMovie上歐錦棠的頁面（英文）
- 歐錦棠在香港影庫上的簡介
- 歐錦棠在豆瓣上的资料（简体中文）
- 歐錦棠在时光网上的簡介（简体中文）
- 歐錦棠。死佬重生日記 歐錦棠網誌
- 名人戰商界——歐錦棠倒貼辦劇社 夫妻檔搞舞台劇 頭條日報